# Christafari
Christafari är ett gospelreggaeband från USA bildat 1989 av Mark "Tansoback" Mohr.

## Medlemmar
Musiker
- Mark Mohr – sång
- Avion Blackman – basgitarr, sång
- Obie Obien – gitarr
- Joyce Medina – körsång
- Solomon Jabby – gitarr, basgitarr, medproducent
- Jacquie Gaviria – saxofon, körsång
- Alex Avila – trummor
- Justin Nalimu – klaviatur, medproducent

Andra bidragande
- Tori Ho'opi'i – bokare, försäljning
- Kenny Moreno – ljudtekniker

## Diskografi

### Album under namnet Christafari
- Reggae Worship, Vol 1 (-)
- Soul Fire (1995)
- Valley Of Decision (1996)
- Word Sound & Power (1999)
- Dub Sound & Power (1999)
- Reggae Worship - The First Fruits Of Christafari (2000)
- Palabra Sonido Y Poder (2000)
- Gravity (2003)
- Gravity Version - Performance Soundtracks (-)
- The 14 Days OF Gravity - About The Songs Audio Commentary (-)
- Gravitational Dub (Destination: Dub Central Station) (2004)
- Reggae Sunday School (2005)
- To The Foundation (2007)
- No Compromise (2009)
- Reggae De Redención (2010)
- Majestic Hights In Dub (2011)
- Reggae Worship A Roots Revival (2012)
- Reggae Christmas (2013)
- Greatest Hits, Vol 1 (2014)
- Greatest Hits, Vol 2 (2014)
- Anthems (2015)

### Album under namnet Christafari & Friends
- Reggae Redemption Songs
- Reggae Redemption Songs II
- Reggae Redemption Songs III
- Reggae Revolution Mixtape
- Gospel Reggae Praise
- Dubshots